# 端姑阿都·拉曼
端姑阿都拉曼·端姑莫哈末 GCMG（1895年8月24日—1960年4月1日），是森美兰第八任最高统治者（1933年－1960年），亦為第一任经由统治者会议选出的马来亚联合邦最高元首（1957年－1960年）。

## 早年

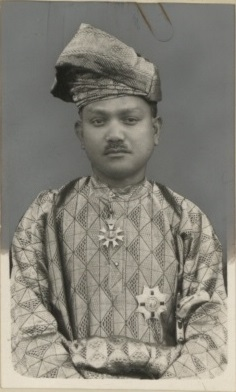
1937年的端姑阿都拉曼

于1895年8月24日出生于神安池。他是森美兰严端端姑莫哈末和第二任妻子东姑潘植的次子。
他在仁保马来学校接受小学教育，1907至1914年在江沙马来学院接受教育。随后在吉隆坡的联邦秘书处工作一年，随即被委任为芙蓉的土地收入助理税务官。他还在马来亚志愿步兵队服役，担任少尉，1918年晋升为中尉。
1917年他的哥哥东姑阿都阿兹薨逝后，他被任命为王储，得到Tunku Muda Serting的头衔。
他后来被任命为巴生助理马来官员，然后被调往雪邦。随后，他被分配到乌鲁雪兰莪担任土地税收助理局长。由于他的坚持和勤奋，他被提升为助理民政事务专员。他职业生涯的转折点是1925年，当时他在吉隆坡最高法院短暂任职。
1925年，他陪同他的父王，时任森美兰州严端前往英国温布利的大英帝国展览会，并拜访英国国王乔治五世。在这段旅程中，他决定学习法律。在得到他的父王允许后，他留在英国完成法律学士学位课程。
他留下来获得内殿律师学院律师资格。三年后，即1928年，他取得了律师资格。在伦敦，他被选为一个早期的马来民族主义团体，联合王国马来人协会的主席。
1928年12月返回马来亚后，他在全国各地的公务员部门任职。最初几年，他努力工作，直到成为一名县长。随后，他被任命为地区官员。

## 继任森美兰严端

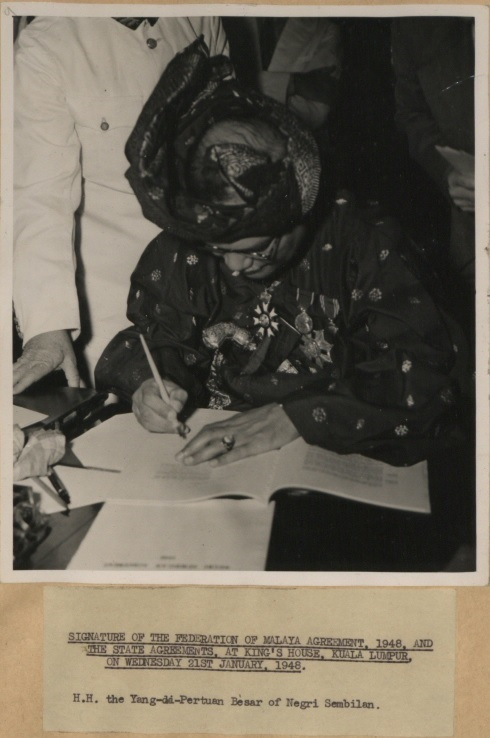
1948年1月21日星期三，在吉隆坡国王大厦签署《1948年马来亚联邦协定》和《国家协定》

1933年，在他的父王驾崩后，端姑阿都拉曼继任森美兰严端。当时，他已经是一名辩护律师，因此他是唯一拥有辩护律师和律师资格的马来统治者。
端姑阿都拉曼后来向英国审讯人员承认，他在日本军事占领马来亚期间曾发表有利于日本人的演讲，但这是在胁迫下进行的，而且日本人强行革除了他的皇家特权。
虽然他随后签署了马来亚联邦条约，但后来他又拒绝接受该条约，并在吉打苏丹苏丹巴德利沙的建议下，聘请了一位驻伦敦的律师代表马来统治者反对克莱门特·艾德礼政府的马来亚联邦计划。

## 最高元首
端姑阿都拉曼于1957年8月31日当选首任马来亚最高元首，任期五年。在被选为最高元首前，他已统治森美兰长达24年。
1957年9月2日，端姑阿都拉曼在国家皇宫登基为独立的马来亚联合邦首任最高元首。
由于马来统治者传统上没有王冠，端姑阿都拉曼登基时亲吻了皇家短剑，这一传统也为历任最高元首继承。

## 议会民主制
歷經日本與英國殖民統治的端姑阿都拉曼坚信和捍卫议会民主制。1959年，一位来自中东国家的高官投诉时任首相东姑阿都拉曼的“高调”态度，并请求陛下解除他的职务，但陛下当时回答说：“朕不能解除他的职务，因为他是由人民投票下当选的。”

## 驾崩
1960年4月1日上午，端姑阿都拉曼于国家皇宫在睡梦中驾崩。他也是第一位在任内驾崩的马来亚最高元首。悼念仪式在国家皇宫的宴会厅举行。1960年4月2日，吉隆坡举行了国葬游行，阿都拉曼的柚木棺材随后乘火车运往芙蓉，随后又乘灵车运往神安池皇宫。4月5日，他被安葬在森美兰州神安池的皇家陵墓。

## 纪念
为纪念这位坚信和捍卫议会民主制的统治者，马来西亚国家银行在所有马币钞票正面的右边都印有第一任最高元首端姑阿都拉曼的肖像。

## 个人生活
端姑阿都拉曼喜欢很多种运动，例如是网球，足球，板球，但他酷爱拳击运动，他年轻时经常和儿子们比试。